# Aria Air
Aria Air (هواپیمایی آریا) fue una aerolínea con base en Teherán, Irán. Efectuaba vuelos de pasajeros internacionales y domésticos. Su base principal era el Aeropuerto Internacional de Bandar Abbás.

## Historia
La aerolínea fue fundada por capitán Asghar Abdollahpour y el capitán Mahdi Dadpei en 1999. En el año 2000 comenzó a operar vuelos.
Dos días después del accidente del vuelo 1525 de Aria Air, el 24 de julio de 2009, la Autoridad de Seguridad Aérea de Irán revocó la licencia de la compañía hasta que se investigara a fondo el accidente, pero posteriormente fue restituida.
En julio de 2013, los dos Fokker 50 dejaron de operar debido a su antigüedad por un decreto gubernamental que prohibía volar a aeronaves de más de veinte años.

## Flota histórica
La aerolínea durante su existencia operó las siguientes aeronaves:
| Aeronaves       | Total | Introducido | Retirado | Matrículas                                                                                             |
| --------------- | ----- | ----------- | -------- | --- |
| Airbus A320-231 | 1     | 2011        | 2012     | UR-CJO                                                                                                 |
| Fokker 50       | 2     | 2004        | 2013     | EP-EAF y EP-EAH                                                                                        |
| Ilyushin Il-62  | 4     | 2009        | 2012     | UP-I6208, UP-I6205, UP-I6210 y UP-I6204                                                                |
| Túpolev Tu-154  | 10    | 2000        | 2011     | RA-85062, EP-EAC, EP-EAC*, EP-EAJ, EP-EAB (rrg. EP-EAG), EP-EAA, RA-85720, RA-85761, EP-EAD y RA-85786 |
| Yakovlev Yak-40 | 3     | 2000        | 2002     | EP-EAL, EP-EAM y EP-EAK                                                                                |